# 김식 (봅슬레이 선수)
김식(1985년 11월 17일~)은 대한민국의 봅슬레이 선수로, 2014년 동계 올림픽에 참가했다.